# Лестер-сквер (серия картин)
«Лестер-сквер» — короткая серия из трёх набросков-эскизов, изображающих лондонскую площадь Лестер-сквер, работы французского художника-импрессиониста Клода Моне, входящая в общую группу картин Моне «Виды Лондона».
Картины изображают ночной вид на лондонскую площадь Лестер-сквер и являются фактически незаконченными набросками-эскизами. Серия исполнена во время поездки Моне в Лондон в феврале—марте 1901 года и показывает вид из окна Зелёной гостиной в номере отеля «Савой», где останавливался художник. На переднем плане справа здание клуба на углу улицы Сент-Мартинс ограничивает вид на площадь и огни Имперского театра. Составитель каталога-резоне творчества Моне Даниэль Вильденштейн с сожалением отмечает, что «усталость, сопровождаемая болезнью, помешала Моне развить тему так, как он хотел бы…»
| Изображение и номер по каталогу Вильденштейна | Название, каталожные данные и местонахождение                                                                                                   | Сведения о провенансе |
| --------------------------------------------- | --- | --- |
| W 1615                                        | Лестер-сквер, Лондон, ночью, фр. Leicester Square, Londres, la nuit. 80,5 × 64,8 см. Фонд Жана и Сюзанны Планк, Швейцария. Инв. № FJSP-998-116. | К моменту смерти Клода Моне картина оставалась в его мастерской и была унаследована его сыном Мишелем Моне. Впоследствии находилась в коллекции Жана Планка из Швейцарии. После смерти Планка в 1998 году картина перешла в собственность ранее основанного им и его женой Сюзанной художественного фонда. |
| W 1616                                        | Лестер-сквер, ночью, фр. Leicester Square, la nuit. 80 × 64 см. Фонд Жана и Сюзанны Планк, Швейцария.                                           | К моменту смерти Клода Моне картина оставалась в его мастерской и была унаследована его сыном Мишелем Моне. Впоследствии находилась в коллекции Жана Планка из Швейцарии. После смерти Планка в 1998 году картина перешла в собственность ранее основанного им и его женой Сюзанной художественного фонда. |
| W 1617                                        | Лестер-сквер, ночью, фр. Leicester Square, la nuit. 80 × 64 см. Частная коллекция.                                                              | К моменту смерти Клода Моне картина оставалась в его мастерской и была унаследована его сыном Мишелем Моне. Впоследствии выставлялась в парижской галерее Кати Гранофф, а в 1964 году находилась в галерее «Бейелер» в Базеле. Около 1970 года принадлежала мадам де Грис из Брюсселя. 2—3 ноября 1971 года выставлялась на аукционные торги в галерее «Мотте» в Женеве, а в 1973 году вновь оказалась в галерее «Бейелер» и далее принадлежала Жоржу Марси из Швейцарии. 13 марта 1990 года продавалась с аукциона в галерее «Нуова Брерарте» в Милане, а уже 26 июня того же года была выставлена на лондонские торги в аукционном доме «Сотбис», где была куплена в парижскую галерею Даниэля Малинга. Далее выставлялась в галерее «Лейк» в Японии, откуда была продана в частную коллекцию. 13 мая 1999 года картина была выставлена на торги в аукционном доме «Кристис», где была продана в японскую частную коллекцию за 420500 долларов США. 4 мая 2005 года вновь оказалась выставлена у «Кристис» и за 800 тысяч долларов США была выкуплена анонимным частным коллекционером |